# Fülöp-szigetek
A Fülöp-szigetek (filippínó (tagalog): Republika ng Pilipinas angol: Republic of the Philippines) független állam Délkelet-Ázsiában.
Szigetállam: 7641 szigetet foglal magába, ebből nagyjából 800 lakott. Három fő földrajzi területre osztható, északról dél felé haladva: Luzon, Viszajan-szigetek és Mindanao. A csendes-óceáni tűzgyűrűben elhelyezkedő fekvése és trópusi éghajlata miatt gyakori földrengéseknek és tájfunoknak van kitéve. Természeti erőforrásokban gazdag és a biodiverzitás globális szinten is magas.
Több mint 116 millió fős népességével 2025-ben a 13. legnépesebb ország. Dél- és Délkelet-Ázsia államai közül az egyetlen döntően keresztény vallású állam, amely tükröződik a kultúrájában: a katolikus spanyol múlt befolyása megmutatkozik a vallásában, az építészeti hagyatékában, a gyarmati stílusú templomokban és házakban, az ország számos helynevében, a vezeték- és keresztnevekben is.
Egy feltörekvő piac és újonnan iparosodott ország, amelynek gazdasága a mezőgazdaságról egyre inkább szolgáltatás- és gyártásközpontúvá válik. A fővárosa Manila, legnépesebb városa pedig a hozzáépült Quezon City.
Az európaiak számára Magellán Ferdinánd, spanyol szolgálatban álló portugál hajós fedezte fel 1521-ben, majd a gyarmatosítók II. Fülöp spanyol királyról nevezték el a szigetcsoportot.
A spanyol–amerikai háború során Spanyolország elvesztette és 1898-ban az Amerikai Egyesült Államok igazgatása alá került. A második világháború során Japán megszállta a Fülöp-szigeteket. Japán veresége után az ellenőrzés megoszlott az amerikai csapatok és az 1944-ben és 1945-ben működött Fülöp-szigeteki felszabadító mozgalom erői között. Az Amerikai Egyesült Államok 1946 nyarán ismerte el a függetlenségét.

## Földrajz

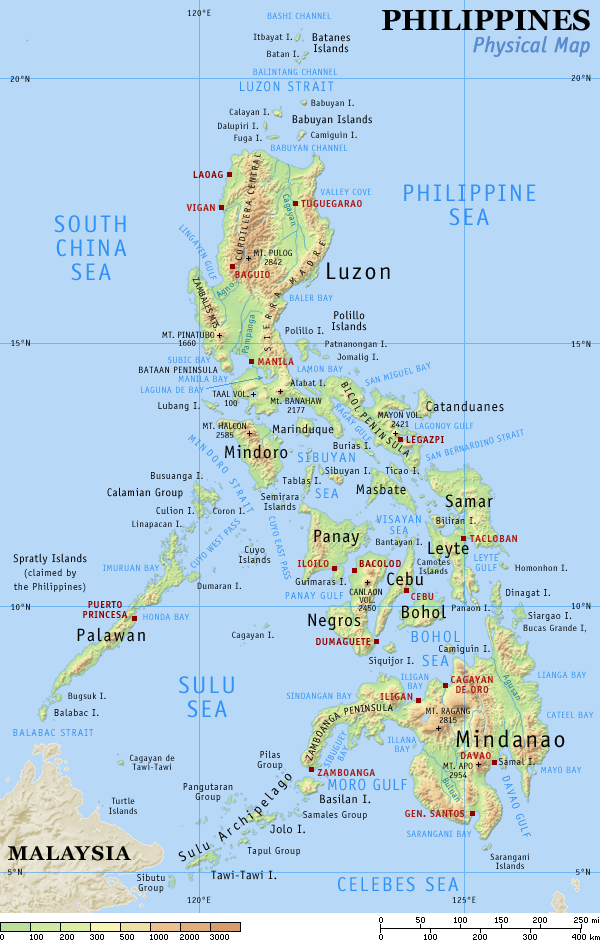
Az ország domborzati térképe

A Délkelet-Ázsia keleti pereme mellett elterülő szigetállam 7641 szigetet foglal magába, melyből kb. 800 lakott. 11 nagyobb szigete az ország területének 96%-át teszi ki. Legnagyobb és legnépesebb közülük Luzon. Az ország területének háromnegyede a szigetek ívét követő hegyvidék. Gyakoriak a földrengések, és jelentős a vulkáni tevékenység a területen. Legmagasabb pontja Mindanao szigeten a Mount Apo, 2954 méter.
Az ország három, közel egyenlő kiterjedésű részre osztható:
- az északi Luzon
- a középső részt alkotó szigetvilág: Viszajan-szigetek (Visayan vagy másképp Visayas)
- a déli Mindanao

Ezeken kívül a Fülöp-szigetekhez tartozik a Borneó sziget felé húzódó Palawan és a Sulu-szigetek is.

### Fő szigetei
| Sziget      | Terület (km²) | Lakosság (millió fő, 2015) | Népsűrűség (fő/km², 2015) | Csoport  |
| ----------- | ------------- | -------------------------- | ------------------------- | -------- |
| Luzon       | 109 965       | 53,0                       | 441                       | Luzon    |
| Mindanao    | 97 530        | 22,0                       | 244                       | Mindanao |
| Negros      | 13 328        | 4,4                        | 330                       | Viszajan |
| Samar       | 13 080        | 1,8                        | 130                       | Viszajan |
| Palawan     | 12 189        | 0,85                       | 58                        | Palawan  |
| Panay       | 12 011        | 4,5                        | 349                       | Viszajan |
| Mindoro     | 9735          | 1,2                        | 117                       | Luzon    |
| Leyte       | 7368          | 2,4                        | 324                       | Viszajan |
| Cebu        | 4468          | 2,9                        | 660                       | Viszajan |
| Bohol       | 3821          | 1,3                        | 270                       | Viszajan |
| Masbate     | 3296          | 0,9                        | 210                       | Luzon    |
| Catanduanes | 1523          |                            |                           | Luzon    |
| Basilan     | 1265          |                            |                           | Mindanao |

### Vízrajz
A szigetek széttagolt szárazföldjein nagy folyók nem alakulhattak ki. 
Főbb folyók: 
- Luzonon a Cagayan (350 km),
- Mindanaón az Agusan (386 km), a Pulangi (320 km) és a Kabacan.

### Éghajlat
Éghajlata többnyire trópusi, de ötféle éghajlat zóna létezik: trópusi esőerdő, trópusi monszun, trópusi szavanna, nedves szubtrópusi és óceáni. Utóbbi kettő a magasabban fekvő területeken.
A szigeteken a csapadék mennyiségétől függően csak két évszakot különböztetnek meg: az esős és a száraz évszakot.
Ez az ország helyétől is függ, mivel egyes területeken egész éven át esik az eső. Manilában évente kb. 2100 mm eső esik, a partokon általában 2500-4500 mm, a belsőbb, zártabb részeken leginkább 1200-1600 mm.
Nyáron a szigetek nyugati partjait öntözi sok csapadék, de éppen a legdélibb fekvésű szigeteken kevés ilyenkor az eső, mivel – elsősorban Mindanaóra – Ausztrália irányából szárazabb légtömegek érkeznek. A téli félévben az északkeleti passzát a keleti partokra szállít sok csapadékot.
Az évi középhőmérséklet 26-27 °C, az évszakos ingás északon 5-6 °C, délen 2-3 °C.
A hőmérséklet alapján az év legmelegebb hónapjai márciustól októberig tartanak; a "tél", novembertől februárig hűvösebb levegőt hoz. Május a legmelegebb hónap, január pedig a leghűvösebb.
Július és november között – főként északon és középen – gyakran söpörnek végig pusztító tájfunok, évente akár 15-20 is. Az é. sz. 10°-tól délre már nem fordulnak elő, így Mindanaón sem kell tartani tőlük.
A Fülöp-szigetek rendkívül ki van téve az éghajlatváltozásnak, és a világ tíz legsebezhetőbb országa közé tartozik. 2013 novemberében a Haijan nevű tájfun során több mint 6300 ember vesztette életét a hullámok és az erős szél miatt, és csaknem 20 ezren megsérültek. A szélsebességet tekintve a történelem talán legerősebb vihara lehetett.

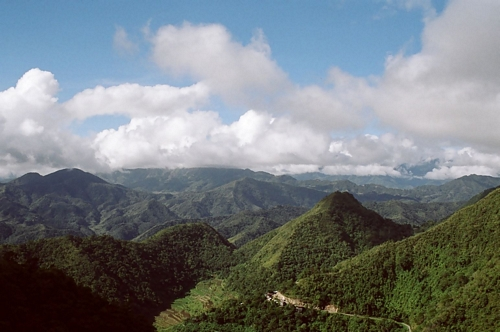
A Kordillerák Luzon középső részén
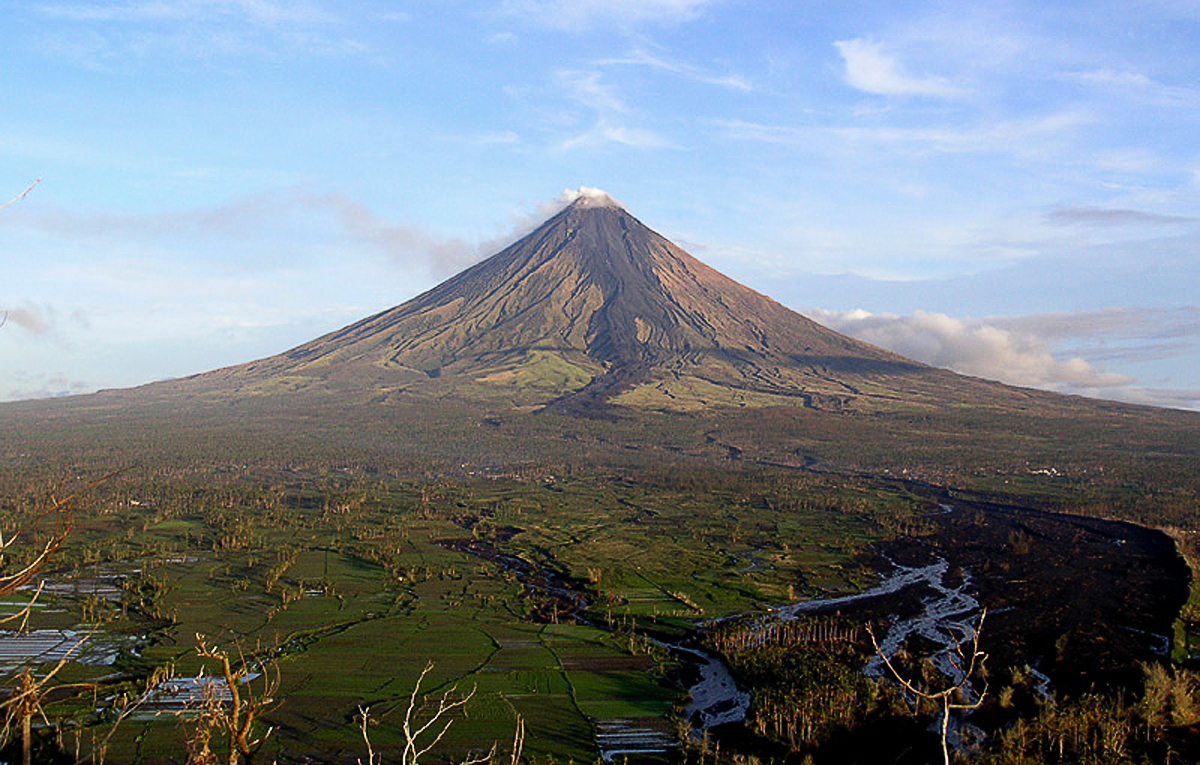
A Mayon-vulkán Legazpi közelében
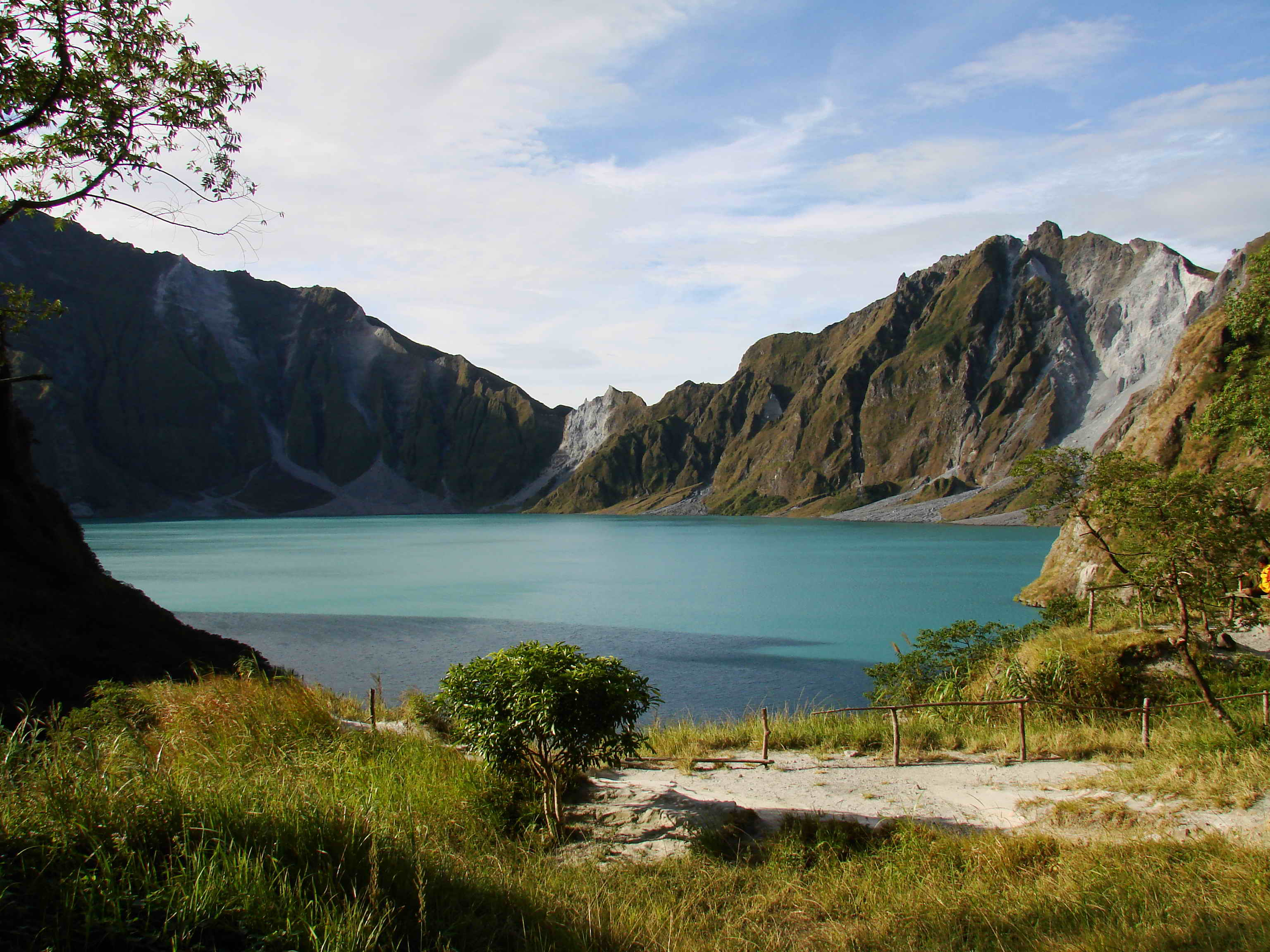
Pinatubo-tó, Luzon
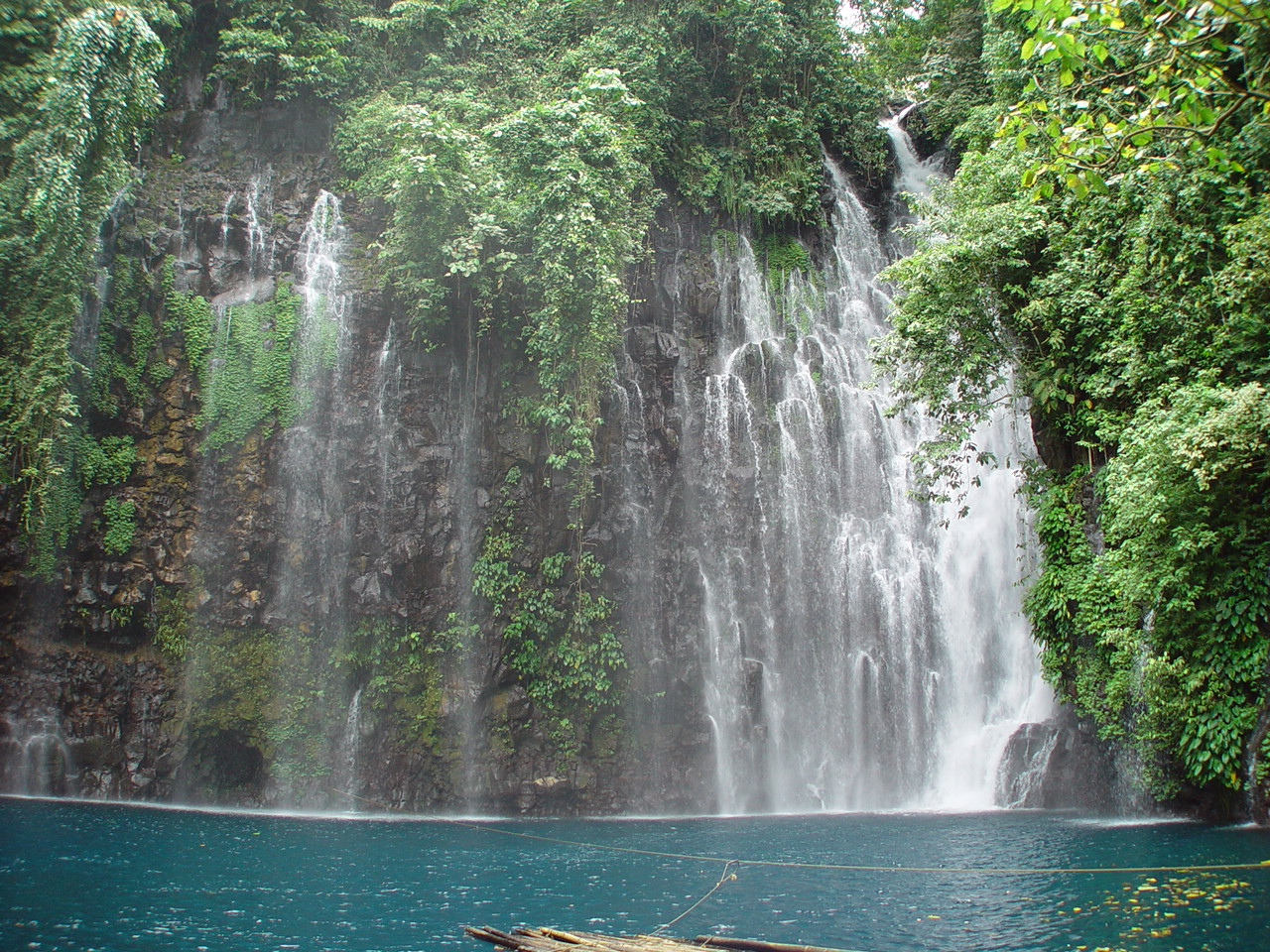
Tinago-vízesés, Mindanao

### Élővilág, környezetvédelem
A természetes növénytakaró a nedves éghajlatnak megfelelően trópusi esőerdő. A lapos, iszapos partokat mangrove szegélyezi, a belső szélárnyékos völgyekben trópusi szárazerdő uralkodik. A hegyekben övezetesen helyezkednek el a vegetációs típusok (hegylábi trópusi esőerdő, szubtrópusi erdő, majd 1000 m felett köd- vagy mohaerdő). A növényzet fajokban gazdag. Jelentős területeket foglal el a magasfüvű szavanna (cogon) is.
A Fülöp-szigeteken eredetileg nem éltek ragadozó emlősök. Szerepüket kígyók (piton, kobra) és ragadozó madarak töltötték be. A ma is jelentős területet elfoglaló trópusi erdőkben sok az endemikus állat- és növényfaj.

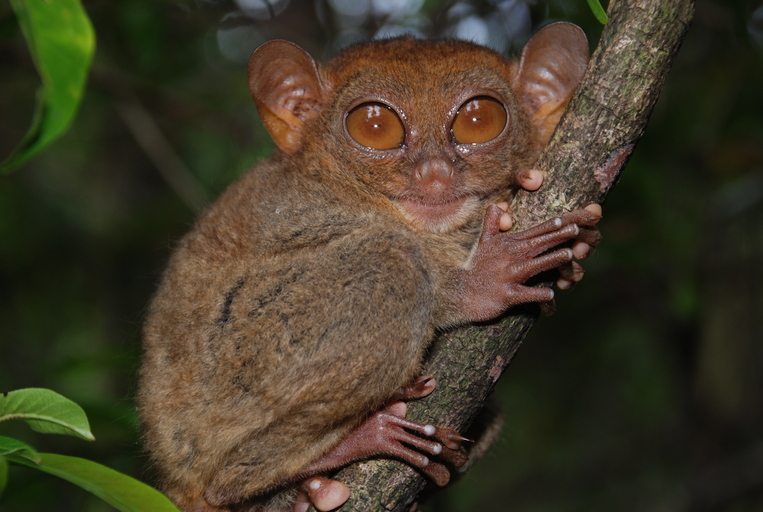
Fülöp-szigeteki koboldmaki

Állatvilágából jellemző a bőrszárnyúak közé tartozó repülőmaki, a főemlősök közül a koboldmaki és a közönséges makákó. A szarvasfélék közül a celemian pettyesszarvas, az Alfréd-szarvas és a marianna szarvas jellegzetes. A tülkösszarvúak közül endemikus a mindorói-bivaly. A ragadozókat a bengáli macska, a cibetmacskákat a binturong, a maláji pálmasodró és a törpe cibetmacska képviseli. Madárfaunájából az endemikus majomevő sas, a Fülöp-szigeteki fakuszok, a csíkos guvat, a panaszos kakukk, a vöröshátú gébics és a sárgahátú nektármadár érdemel említést.

#### Természeti világörökség
- Puerto-Princesa Föld Alatti Folyó Nemzeti Park egy barlangrendszer;
- Tubbataha-zátony Nemzeti Park.

## Történelem

### A gyarmatosítás előtt
Régészeti és embertani bizonyítékok vannak arra, hogy Palawan-szigeten már ötvenezer éve is élt Homo sapiens. A Fülöp-szigetek eredeti lakói a negritók. Legkésőbb harmincezer éve érkeztek a szigetekre. Az ausztronézek az ázsiai szárazföldről vándoroltak Tajvan szigetére, majd innen érkeztek a Fülöp-szigetekre 6000 éve. Letelepedtek itt, majd innen vándoroltak tovább Indonéziába, Malajziába, jóval később a polinéz szigetvilágba és Madagaszkárra.
A Fülöp-szigetek kultúrája rokonságban állt Malajzia, Indonézia és az ókori India kultúrájával, népe a 9. század eleje óta kereskedelmi kapcsolatban állt Kínával és Japánnal.
Az iszlám vallást Malajziából és Indonéziából érkező kereskedők terjesztették el. A 13. században jelent meg az iszlám a Sulu-szigeteken, azután innen terjedt el Mindanaón; Manila térségét 1565-ben érte el. A muszlim vallásra áttértek közösségeket alapítottak és államokat, melyeknek uralkodóját rádzsának vagy szultánnak hívták. Egyik iszlám állam sem terjesztette ki uralmi területét a teljes szigetvilágra, valamint maradtak autonóm, nem iszlám bennszülött társadalmak, amelyek vezetőit datunak vagy aponak hívták. Amikor a spanyolok a 16. században megérkeztek, a szigetvilág becslés szerint 500 000 fős lakosságának többsége barangay néven említett független településeken, vagy néhány ilyen település hálózatában élt.

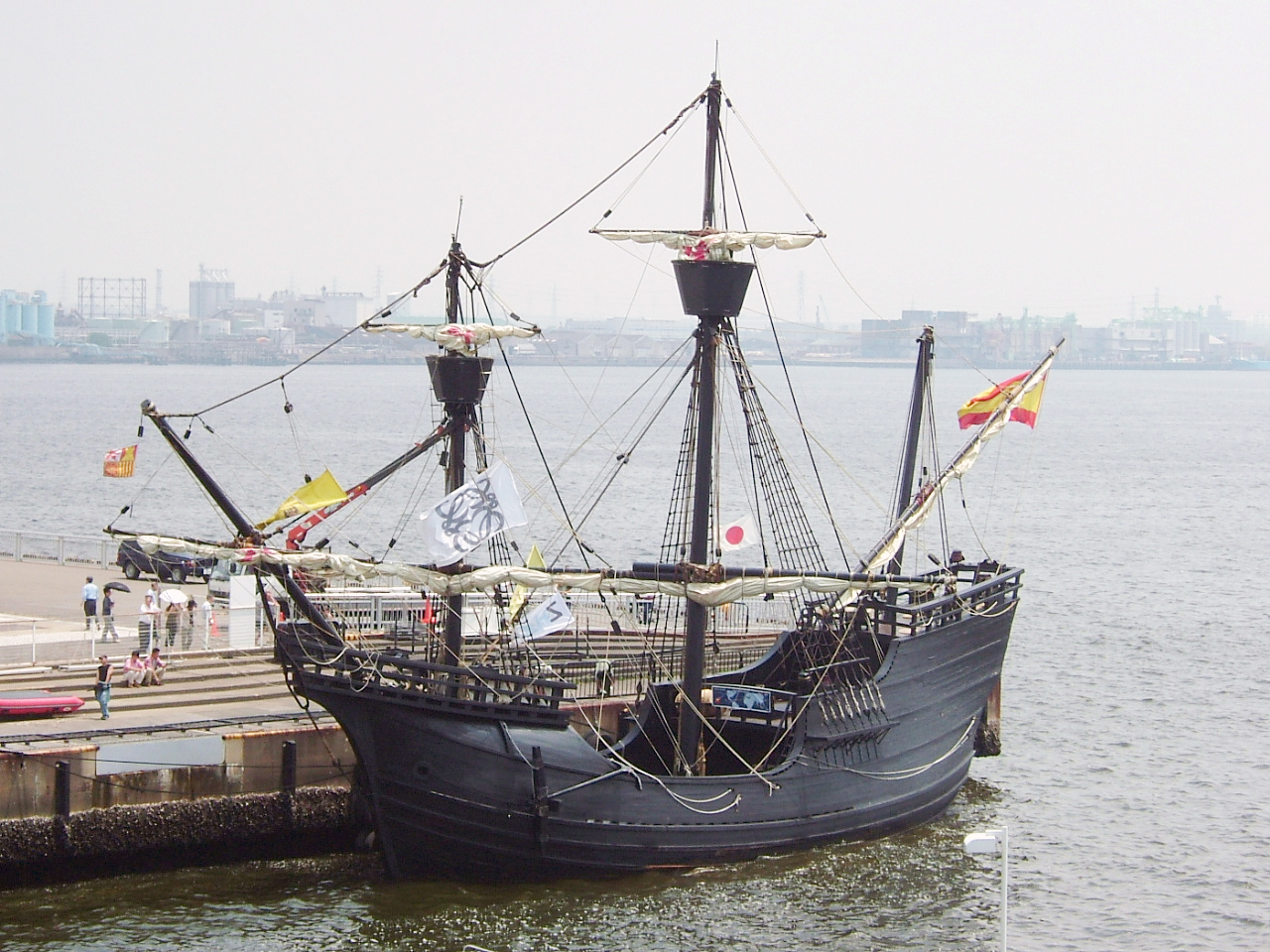
Magellán Victoria hajójának másolata. Magellán 1521-ben érte el a Fülöp-szigeteket

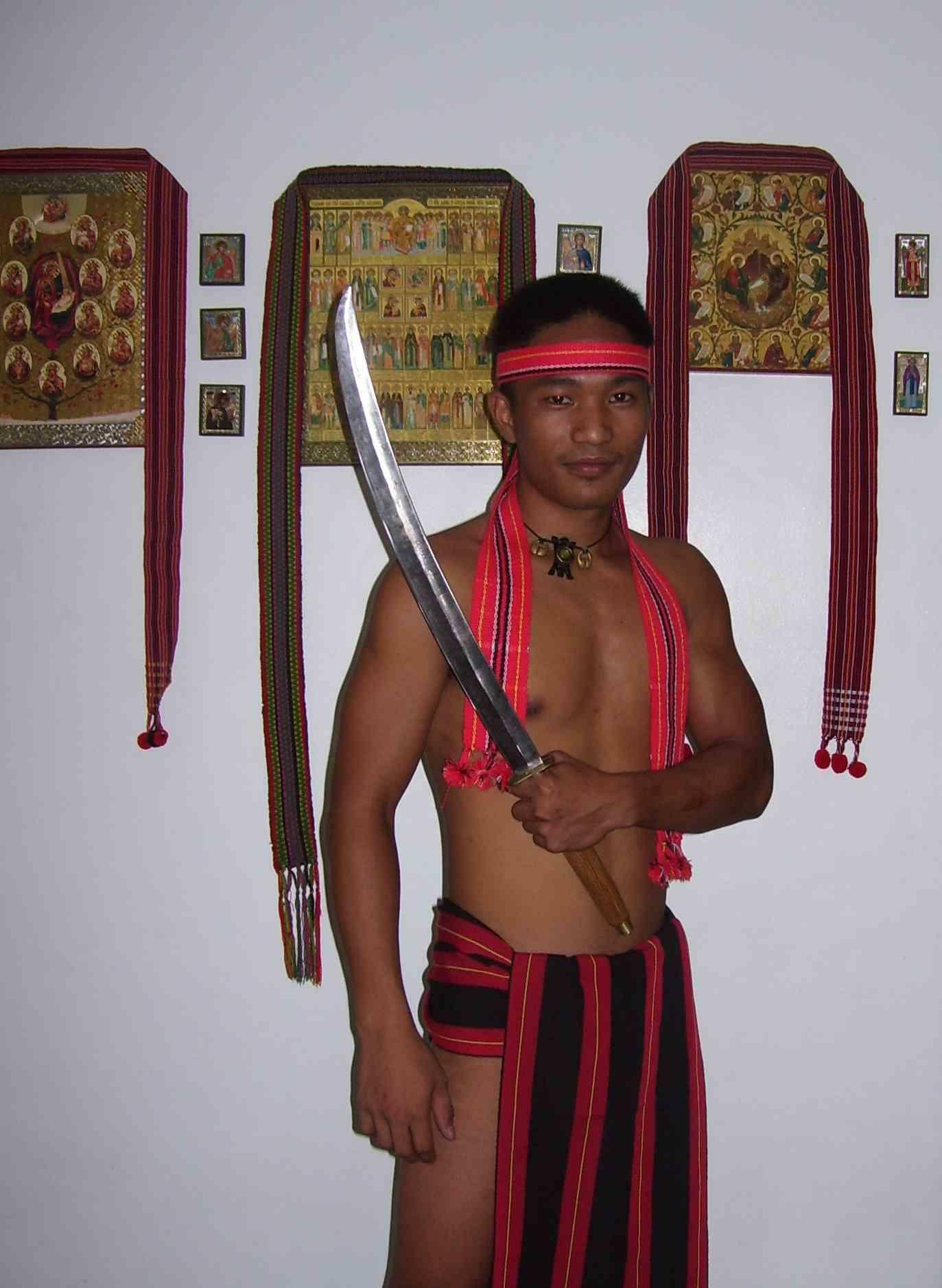
A bennszülöttek hagyományos öltözete és fegyvere, Luzon

Ferdinand Magellán, spanyol szolgálatban álló portugál felfedező és legénysége 1519. szeptember 20-án indult útjára. Samar szigetét 1521. március 17-én érték el, másnap pedig Homonhon szigetet. Limasawa szigetet 1521. március 28-án fedezték fel, ahol március 31-én először ünnepeltek húsvétot a Fülöp-szigeteken. Cebu szigetét április 7-én érte el az expedíció, ahol Hurnabon rádzsa békésen fogadta őket, családjával és 700 más cebuival együtt áttért a kereszténységre. Nem sokkal később a Mactan-szigeti csatában Magellán életét vesztette a Lapu-Lapu által vezetett bennszülött harcosok kezétől. Lapu-Lapu elkeseredett ellensége volt Hurnabonnak.

### Spanyol gyarmat
A gyarmatosítást a II. Fülöp spanyol király által egymás után küldött expedíciók kezdték meg. Miguel López de Legazpi 1565-ben érkezett Mexikóból és megalapította az első spanyol települést Cebu szigetén. 1571-ben alapította Manilát, ami a spanyol Kelet-India fővárosa lett.
A spanyol uralom idején egyesítették az előzőleg egymástól független szigeteket és közösségeket, és bevezették a nyugati civilizáció elemeit: törvénykönyvet adtak ki, nyomdát működtettek és bevezették a Gergely-naptárt. Fülöp-szigetek Új-Spanyolország része volt 1565-től 1821-ig, de Mexikó függetlenné válása után közvetlenül Madridból kormányozták. A spanyol gyarmati korban számos várost alapítottak, infrastruktúrát építettek ki, új növények termesztését, új állatfajták tenyésztését vezették be, virágzott a kereskedelem. A 17. század elejétől a manila galeonok évente egyszer vagy kétszer elhajóztak a mexikói Acapulcóba, selymet, fűszert, elefántcsontot és porcelánt vittek Amerikába, a visszaúton pedig ezüstöt hoztak. A spanyol katonák számos bennszülött lázadást levertek. Elhárították a britek, a kínai kalózok, a hollandok és a portugálok fenyegetését. Római katolikus misszionáriusok a lakosság többségét a kereszténységre térítették, számos iskolát, egyetemet és kórházat alapítottak. 1863-ban egy spanyol dekrétum bevezette a közoktatást, ingyenes iskolák kezdtek működni spanyol nyelven.
José Rizal egy Fülöp-szigeteki nacionalista volt, aki Spanyolországban tanult. Ott alapította propaganda mozgalmát. Feladatának tekintette a spanyol kormány informálását a gyarmati közigazgatás jogtalan tetteiről, a szerzetesrendek visszaéléseiről. Az 1880-as és az 1890-es években a propagandisták világossá tették politikai és társadalmi reformok szükségességét, beleértve a Fülöp-szigetek nagyobb képviseletét Spanyolország törvényhozásában. Amikor kiderült, hogy képtelen jelentős reformokat kieszközölni, Rizal visszatért hazájába és helyben fejtett ki nyomást a reformok érdekében. Rövidesen bebörtönözték, árulásért halálra ítélték és 1896. december 30-án kivégezték.

### Amerikai uralom
Egy évvel korábban a Katipunan nevű, Andrés Bonifacio által vezetett szervezet lázadást robbantott ki. Az további események vezetője Emilio Aguinaldo volt. Forradalmi kormányt alakított, bár a spanyol főkormányzó, Fernando Primo de Rivera is forradalmat hirdetett 1897. május 17-én. A spanyol–amerikai háború Kubában robbant ki 1898-ban és a Fülöp-szigeteket akkor érte el, amikor George Dewey amerikai hajói vereséget mértek a Manila-öbölben állomásozó spanyol hajókra. Aguinaldo 1898. június 12-én kiáltotta ki a Fülöp-szigetek függetlenségét, és önmagát államfővé nyilvánította. Spanyolország háborús veresége után még rövid időre képes volt erővel helyreállítani hatalmát a Fülöp-szigeteken, míg Kuba (amely névleg függetlenné vált, de külügyeit az Amerikai Egyesült Államok intézte), Guam és Puerto Rico amerikai megszállás alá került. 1899-ben kiáltották ki az első Fülöp-szigeteki köztársaságot Bulacan szigeten, Malolos városban, de ezt később szétszórták az amerikai csapatok. Ezzel kezdődött az Amerikai Egyesült Államok és a Fülöp-szigeteki forradalmárok közötti háború. Az Egyesült Államok hivatalosan megállapította az ellenségeskedések befejezését 1901. március 23-án, amikor csapatai fogságba ejtették Aguinaldót. A harcok azonban 1913-ig folytatódtak, milliónyi filippinó életét követelve. Az ország kezdetben tulajdonképpen gyarmati státusba került, Insular Government of the Philippine Islands néven, majd 1935-ben bizonyos önkormányzatot kapott, mint az Egyesült Államok társult állama és protektorátusa, Fülöp-szigetek Közössége (Commonwealth of the Philippines) néven. Tervezték, hogy a következő évtizedben kiterjesztik az önkormányzatot, de a végrehajtást felfüggesztették a második világháború kitörése miatt. Ennek során Japán megszállta a Fülöp-szigeteket. Japán veresége után az ellenőrzés megoszlott az amerikai csapatok és az 1944-ben és 1945-ben működött Fülöp-szigeteki felszabadító mozgalom erői között. Az USA 1946. július 4-én ismerte el a függetlenségét.

### Független állam

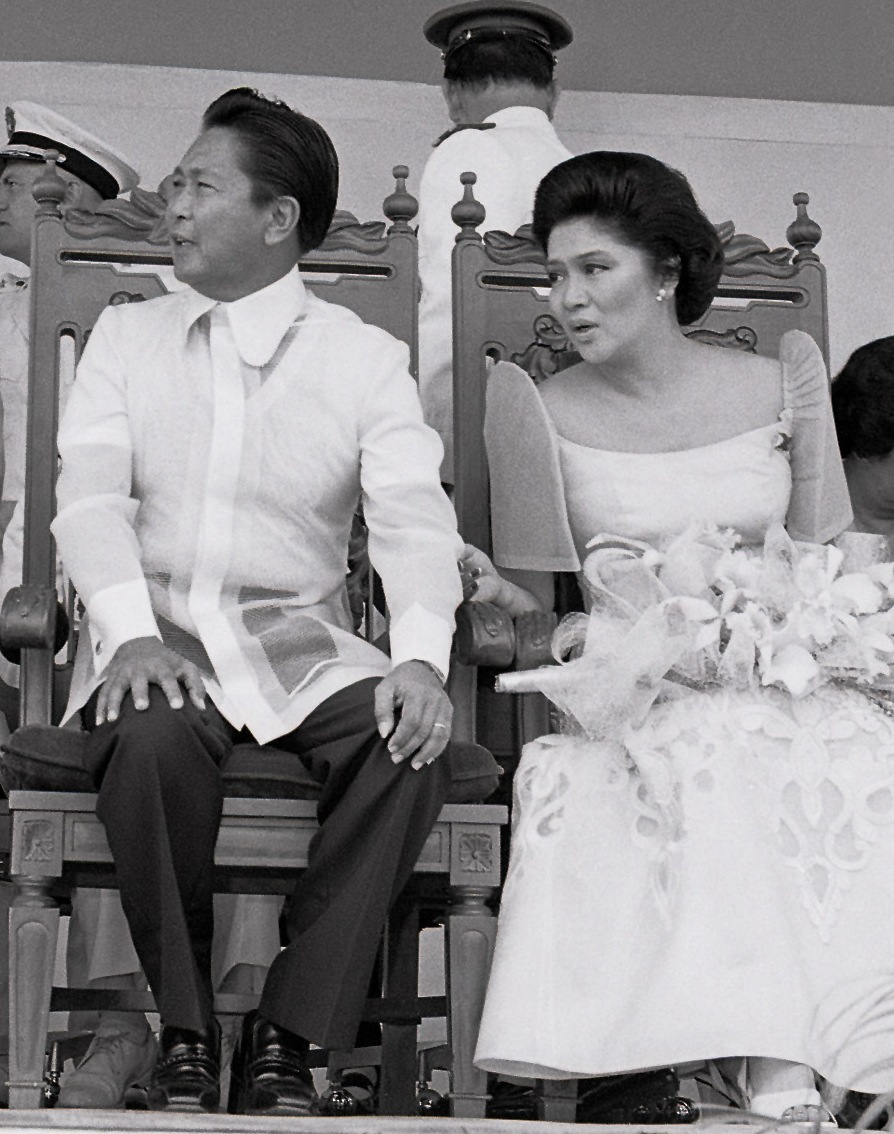
Ferdinand Marcos Imeldával

1946 óta az új állam politikai instabilitással küzd. Az 1960-as évek végén és az 1970-es évek elején gazdasági fejlődése Japán mögött a második volt Ázsiában. Akkoriban Ferdinand Marcos volt a választott elnök. Félve attól, hogy nem választják meg harmadszorra, 1972. szeptember 21-én kihirdette a hadiállapotot és a rendeleti kormányzást. Ez a lépés csak a politikai instabilitást növelte, kommunista és muszlim felkelők jelentek meg. Ebben az időszakban Marcos felesége, a gyönyörű Imelda Marcos hatalmas építési hullámot indított el az országban, azzal a céllal, hogy „megszépíti” a második világháború miatt igencsak megviselt országot, amelynek célja volt ugyanakkor, hogy a Nyugat kulturális versenytársa legyen a Fülöp-szigetek a harmadik világban. Imelda tervei azonban messze elrugaszkodtak a valóságtól, és óriási költségeket emésztettek fel, mialatt az ország nyomorgott, és teljes gazdasági csőd szélére került. A pompás építészeti alkotások a giccses egoizmus hatását keltették, ahol mértéket nem ismerően keveredett a Fülöp-szigeteki és nyugati kultúra. Részben ez is okozta Marcos elnök bukását.
1986 januárjában Marcos elcsalta a választásokat, ami heves tiltakozásokat váltott ki. A választás eredményét mindenki hamisnak tartotta, patthelyzet alakult ki az elnökhöz hű és a lázadó katonák között. A lázadókat támogatták a tüntetők, akik a vezető kormánytagok lemondását követelték. Végül a választások győztesének Corazón Aquinót ismerték el. Ő alkotmányozó gyűlést hívott össze új alkotmány kidolgozására. Marcos, a családja és leghűbb szövetségesei Hawaii-ba menekültek.
Az 1986-os események után a demokráciára való visszatérést és a kormányzati reformokat veszélyeztette az állam nagyarányú eladósodása, a kormányzati korrupció, puccskísérletek, a kommunisták felkelése és a muszlim szeparatista mozgalmak. Az 1992-ben megválasztott Fidel V. Ramos kormánya idején a gazdaság virágzott. Azonban 1997-ben a kelet-ázsiai pénzügyi válság megsemmisítette az addigi eredményeket. A következő elnök, Joseph Estrada bukását népi tiltakozás okozta 2001-ben. A következő elnök (2001–2010) Gloria Macapagal-Arroyo, kormánya a korrupció és a választási csalások ellen küzdött. 
Az iszlám vallású filippínókkal az 1970-es évek óta a konfliktusok újra és újra megújultak, az évek során összesen 120 000 áldozatot követelve. Az iszlám lázadók saját államot akartak alapítani, amely Mindanao szigetén lett volna. A Fülöp-szigeteki kormány 2014-ben kötött fegyverszünetet a lázadókkal, 2018-ban pedig Mindanaón autonóm régiót alakított ki számukra. A békefolyamat 2025-ig tart majd, amikor a régió megválasztja első vezetőit.

## Államszervezet és közigazgatás

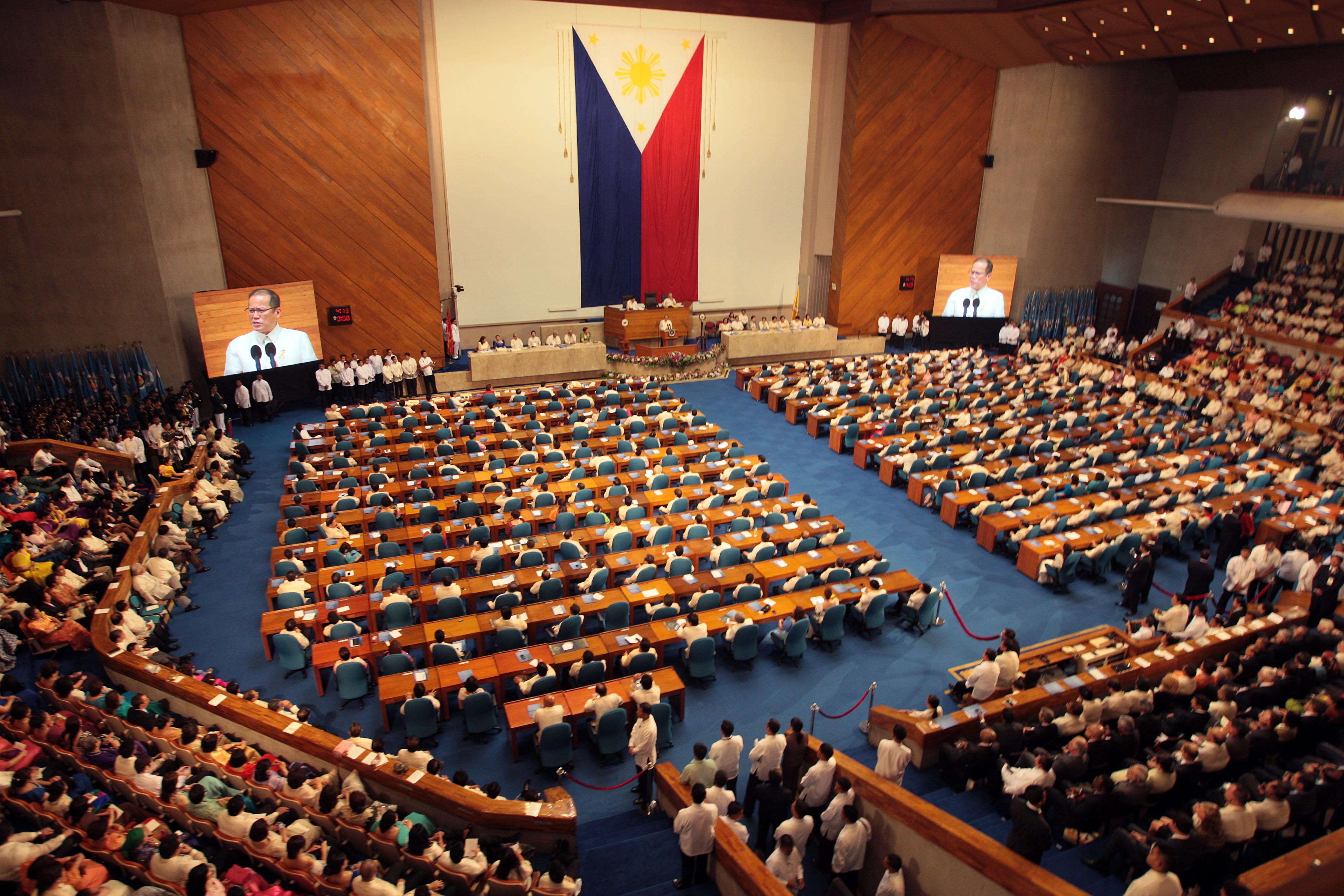
A Fülöp-szigetek Kongresszusa (filippínó: Kongreso ng Pilipinas) az ország kétkamarás törvényhozása

### Alkotmány, államforma
A Fülöp-szigetek politikai rendszere képviseleti demokrácia, államformája alkotmányos köztársaság, kormányformája pedig elnöki köztársaság, miszerint az elnök az állam és a kormány feje egyaránt. Államszerkezetét tekintve a Fülöp-szigetek unitárius állam. Az ország politikai rendszerének alapja a Fülöp-szigeteki alkotmány. Az alkotmányt jelenlegi formájában egy alkotmányozó bizottság terjesztette be 1986-ban és népszavazással hagyták jóvá 1987-ben.

### Törvényhozás, végrehajtás, igazságszolgáltatás
Az alkotmány értelmében végrehajtó hatalommal az elnök bír, aki egyszerre államfő, kormányfő és a hadsereg főparancsnoka. Az elnököt közvetlenül választják egyetlen hatéves ciklusra egyfordulós egyszerű többségi szavazási rendszerben. Az elnök a végrehajtó hatalmat a kormányon keresztül gyakorolja, amelynek tagjai ő maga nevezi ki. A Fülöp-szigetek elnöke 2022. június 30-a óta Bongbong Marcos. A végrehajtás része ezenfelül az alelnök is, akit az elnöktől függetlenül választanak legfeljebb két hatéves ciklusra. Az alelnök nem rendelkezik alkotmányos jogkörökkel, az elnöki jogköröket akkor látja el, ha az elnök azokat nem képes ellátni.
Az alkotmány törvényhozó hatalommal a Fülöp-szigetek kongresszusát ruházza fel. A kongresszus kétkamarás, felsőháza a szenátus, alsóháza a képviselőház. A szenátusban 24 szenátor szolgál, akiket váltakozva háromévente hatéves ciklusokra választanak. A szenátorokat blokkszavazási rendszerben választják meg. A képviselőháznak a 2022. évi választások óta 316 képviselője van, akiket háromévente árokrendszerben választanak meg. A legutóbbi választáson 254 képviselőt relatív többségi rendszerben, egyéni választókörzetekben választottak meg, 63 főt pedig országos pártlistás arányos rendszerben. Az alkotmány értelmében a pártlistás képviselők száma nem haladhatja meg a teljes képviselőház 20%-át; ezek a képviselők a kisebbségeket képviselik.

### Jogállamiság
Az országot a Freedom House 2023-as jelentése a »részben szabad« országok csoportjába sorolta.
A politikát egy erős elit uralja, a dinasztikus politikai vezetés helyi és országos szinten egyaránt jellemző. A 2020-as évek elején néhány tucat család továbbra is aránytalanul nagy politikai hatalommal rendelkezik.
A politikai pártok gyengék, a választásokon ehelyett egy meghatározott elit dominál. Gyakori a klientúra (a politikai támogatásért) és a választási csalás. A korrupció széles körben elterjedt, míg az állami intézmények gyenge hatásfokúak.
A jól szervezett dezinformációs kampányok és a széles körben elterjedt szavazatvásárlás aláássák a tisztességes versenyt. Az alkotmány bár biztosítja a véleménynyilvánítást és a sajtószabadságot, s a magánmédia is élénk és szókimondó, de a Fülöp-szigetek a 2020-as évek elején továbbra is a világ egyik legveszélyesebb helye az újságírók számára. Az újságírók fizikai támadásokkal szembesülnek, halálos fenyegetéssel és rágalomkampányokkal.
A bírói függetlenséget az eredménytelenség, az alacsony fizetések, a megfélemlítés, a korrupció és a magas betöltetlen állások is hátráltatják.

### Közigazgatási beosztás
|                            |                       |
| Az ország régiói (angolul) | Az ország tartományai |

Az ország 17 régióra, 82 tartományra, városokra és településre és ún. barangay-okra van felosztva.
A régiók:
Bícol, Bisayas Centrales, Bisayas Occidentales, Bisayas Orientales, Cagayán, Calabarzón, Caraga, La Cordillera, Dávao, Gran Manila, Ilocos, Luzón Central, Mindanao Central, Mindanao del Norte, Nación Mora, Tagalas Sudoccidentales, Zamboanga.
A tartományok:
Abra, Agusan del Norte, Agusan del Sur, Aklan, Albay, Antique, Apayao, Basilan, Bataan, Batanes, Batangas, Benguet, Bohol, Bukidnon, Bulacan, Cagayan, Camarines Norte, Camarines Sur, Camiguin, Capiz, Catanduanes, Cavite, Cebu, Davao del Norte, Davao del Sur, Davao Oriental, Eastern Samar, Ifugao, Lanao del Norte, La Union, Leyte, Maguindanao, Marinduque, Masbate, Mindoro Occidental, Mindoro Oriental, Misamis Occidental, Misamis Oriental, Mountain, Negros Occidental, Negros Oriental, North Cotabato, Northern Samar, Nueva Ecija, Nueva Vizcaya, Palawan, Pampanga, Pangasinan, Quezon, Quirino, Rizal, Romblon, Samar, Sicuijor, Sorsogon, South Cotabato, Southern Leyte, Sultan Kudarat, Sulu, Surigao del Norte, Surigao del Sur, Tarlac, Tawi-Tawi, Zambales, Zamboanga del Norte, Zamboanga del Sur.

## Népesség

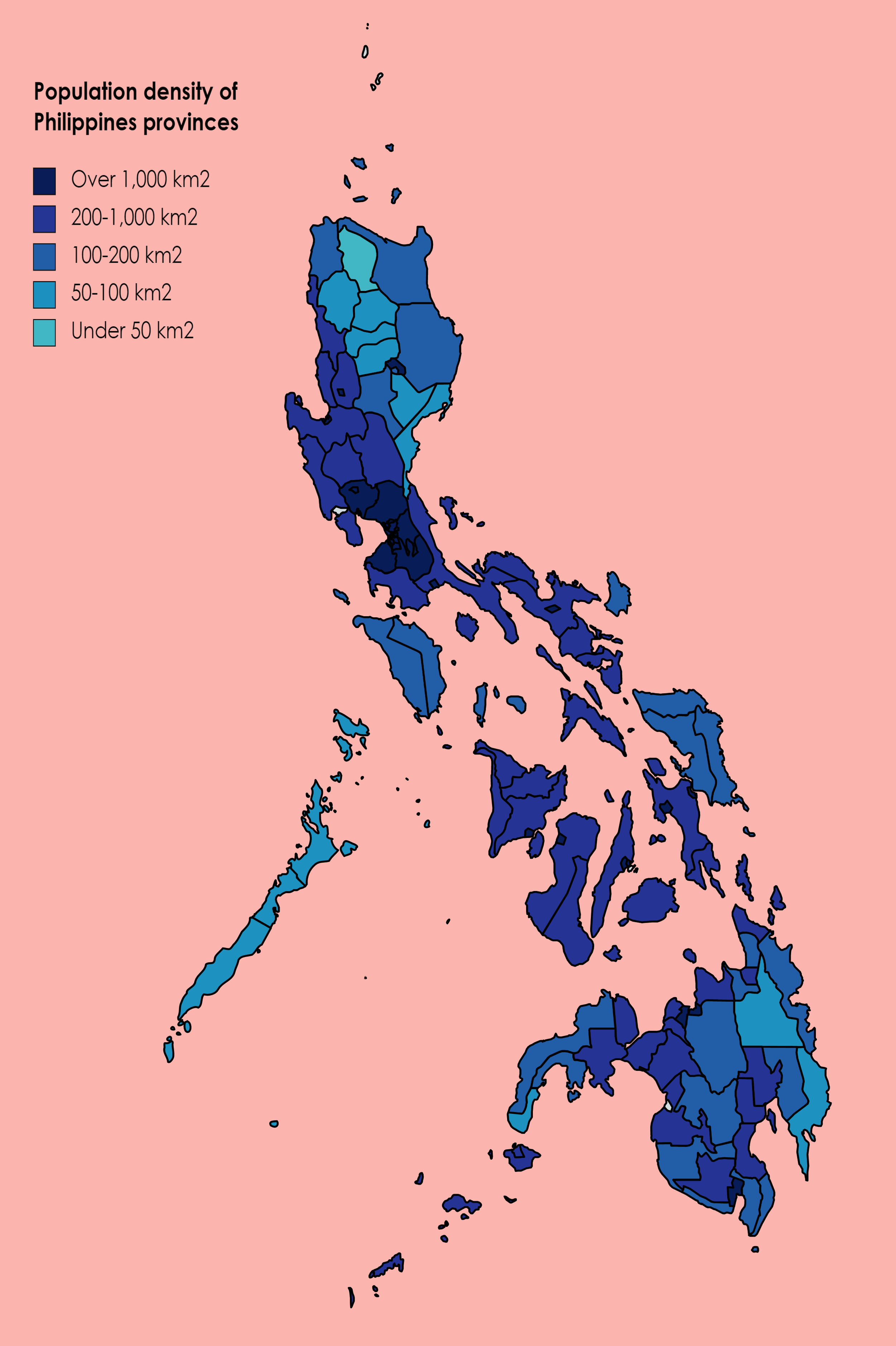
Fülöp-szigetek népsűrűsége 2020-ban

### Általános adatok
Az ország népessége 2021-re meghaladta a 110 millió főt, melynek közel fele él városokban.
A legtöbben szívinfarktus, tüdőrák, mellrák, diabétesz, prosztatarák következtében halnak meg.
Éles kontraszt a gazdagok és szegények között. Van egy kicsi, gazdag elit, de a lakosság jelentős része gyakran a létminimum alatt él.

### Népességének változása
| Lakosok száma | 1 502 574 | 4 712 006 | 27 087 685 | 33 797 041 | 42 461 189 | 52 873 979 | 65 078 901 | 77 932 247 | 90 297 115 | 112 729 484 |
|               | 1799      | 1870      | 1960       | 1968       | 1976       | 1984       | 1992       | 2000       | 2008       | 2024        |

### Népesebb települések
Legnagyobb városok (2015-ben): Nagy-Manila (12,9 millió fő); Davao (1,6 millió fő); Cebu (951 ezer fő); Zamboanga (936 ezer fő) 

### Etnikai megoszlás
A népesség enyhe többsége az államalkotó filippínó néphez tartozik, amely tulajdonképpen egy ázsiai–európai keverék népcsoport. 40% maláj etnikumú, akiknek a többsége (30%-a) Indonéziából érkezett. Velük együtt polinézek is érkeztek az országba. A Malajziából érkezett malájok illetve negritók (fekete bőrű népcsoport, a Maláj-szigetek eredeti lakói) 10%-ot tesznek ki. Ezenfelül van még 10%-nyi kínai származású, 5% indiai származású és 5% egyéb.
Legnagyobb etnikai csoportok az ország statisztikai intézetének felmérése alapján: 33,8% viszajan, 27,7% tagalog (filippínó), 9,8% ilocano, 6,8% bicolano, 5,1% moro, 3,1% kapampangan, 1,7% igorot, 1,4% pangasinense, 1,2% kínai, 1,1% zamboangueño, 6,8% más.

### Nyelvi megoszlás
Az országban a hivatalos nyelv a filippínó (tagalog) és az angol. A filippínók a világ egyik legnagyobb angolul beszélő népe. Sokan beszélnek spanyolul és franciául is. Több mint 90 nyelv és dialektus él itt, a bennszülött csoportok számának megfelelően.
- Lásd még: Fülöp-szigeteki spanyol nyelvjárás és a Fülöp-szigeteki spanyol kreol: chabacano nyelv szócikkeket.

A legtöbb ember által beszélt regionális nyelvek: 
| Nyelv                   | Beszélők száma (2000-ben) |
| ----------------------- | ------------------------- |
| Tagalog (Filippínó)     | 26,388,000                |
| Szebuano (Cebuano)      | 21,340,000                |
| Ilokano                 | 7,779,000                 |
| Hiligajnon (Ilonggo)    | 7,000,000                 |
| Varay (Waray, Winaray)  | 3,100,000                 |
| Kapampangan (Pampangan) | 2,900,000                 |

### Vallási megoszlás

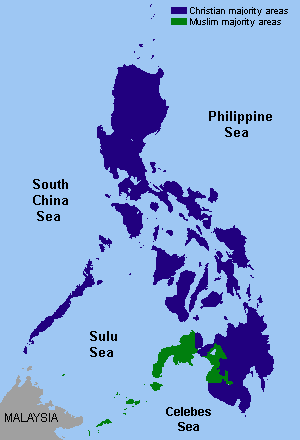
Domináns vallások az országban. Kék: keresztény, zöld: muszlim

2015-ben a lakosság
- kb. 80%-a római katolikus,

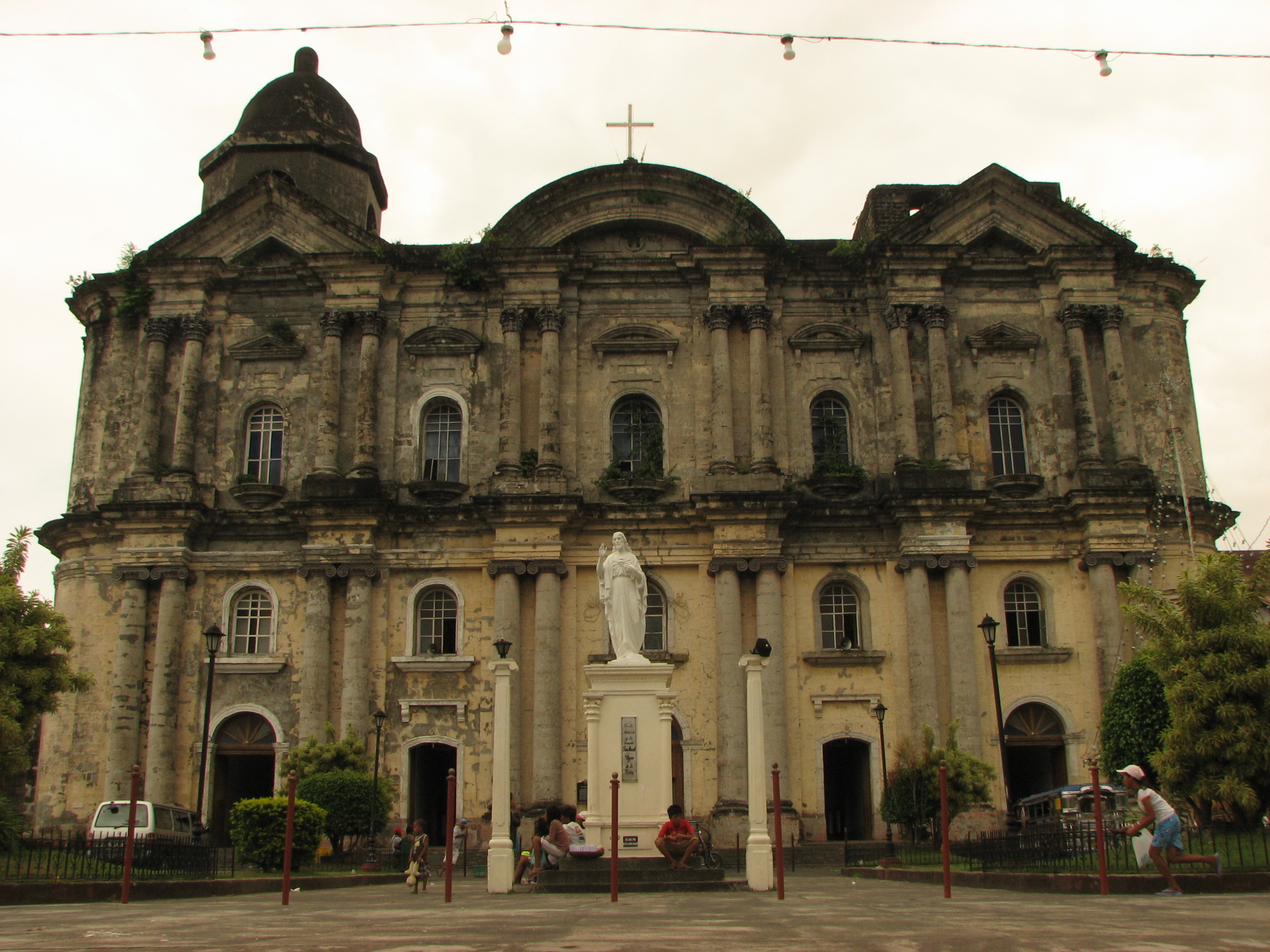
Bazilika Taal városában (római katolikus templom)

- kb. 11%-a protestáns és egyéb keresztény,
- 5,5-6%-a muszlim,
- a csekély maradék egyéb vallású vagy vallástalan.

A katolikusok aránya csökken, az iszlámé, az Iglesia ni Cristo híveié és bizonyos felekezeteké nő.
| Felekezet (irányzat)                              | Számban (2010) | Százalék (2010) | Számban (2015) | Százalék (2015) | Számban (2020) | Százalék (2020) | Változás (%-ban) 2010–2020 |
| ------------------------------------------------- | -------------- | --------------- | -------------- | --------------- | -------------- | --------------- | -------------------------- |
| római katolikus, beleértve karizmatikus katolikus | 74,211,896     | 80.57%          | 80,304,061     | 79.53%          | 85,645,362     | 78.8            | Csökkenés                  |
| iszlám                                            | 5,127,084      | 5.57%           | 6,064,744      | 6.01%           | 6,981,710      | 6.4             | Növekedés                  |
| evangelikál (PCEC)                                | 2,469,957      | 2.68%           | 2,445,113      | 2.42%           |                |                 |                            |
| Iglesia ni Cristo                                 | 2,251,941      | 2.45%           | 2,664,498      | 2.64%           | 2,806,524      | 2.6             | Növekedés                  |
| nem római katolikus, egyéb protestáns (NCCP)      | 1,071,686      | 1.16%           | 1,146,954      | 1.14%           |                |                 |                            |
| Aglipayan (Fülöp-szk-i Független Egyház;)         | 916,639        | 1.0%            | 756,225        | 0.75%           | 818,916        | 0.8             | Csökkenés                  |
| adventista                                        | 681,216        | 0.74%           | 791,552        | 0.78%           | 882,725        | 0.8             | Növekedés                  |
| baptista                                          | 480,409        | 0.52%           | 553,790        | 0.55%           | 540,364        | 0.5             | Állandó                    |
| Krisztus Egyesült Egyháza (protestáns)            | 449,028        | 0.49%           | 419,017        | 0.41%           | 429,921        | 0.4             | Csökkenés                  |
| Jehova tanúi                                      | 410,957        | 0.45%           | 438,148        | 0.43%           | 457,245        | 0.4             | Csökkenés                  |
| egy sem                                           | 73,248         | 0.08%           | 19,953         | 0.02%           | 43,931         | 0               | Csökkenés                  |
| más                                               | 3,953,917      | 4.29%           | 5,375,248      | 5.32%           | 8,954,291      | 8.2             | Növekedés                  |
| Összesen                                          | 92,097,978     | 100%            | 100,979,303    | 100%            | 108,667,043    | 100%            |                            |
| Forrás: Fülöp-szigeteki Statisztikai Hivatal      |                |                 |                |                 |                |                 |                            |

## Gazdaság

### Általános adatok
A Fülöp-szigetek 2023-ban a világ 36. és Ázsia 15. legnagyobb gazdasága, feltörekvő és újonnan iparosodott ország, amely a mezőgazdaságról egyre inkább a szolgáltatásokra és az ipari termelésre áll át. A 2010-es években a világ egyik leggyorsabban növekvő gazdasága volt 6,4%-os évi átlagos GDP-növekedéssel; a Covid19-pandémia miatti 2020-as gazdasági visszaesést követően gazdasága 2021-ben 5,7%-kal, 2022-ben 7,6%-kal nőtt. Az ország gazdaságában jelentős szerepet játszik a külföldön élő filippínók hazaküldött pénze is: 2022-ben ennek értéke 36,14 milliárd amerikai dollár, a GDP 8,9%-a volt. Az országnak 2023-as becslések szerint csaknem 49 milliós munkaereje volt, a munkanélküliség 4,8 %-os. 2021-ben a lakosság 18,1%-a élt a szegénységi küszöb alatt.
A Fülöp-szigetek külkereskedelmi mérlege hiányos, az országba behozott külföldi áruk értéke nagyobb, mint a kivitt hazai áruk értéke, külfölddel szembeni befektetési pozíciója is negatív. Főbb exportpiacai Kína, az Amerikai Egyesült Államok, Japán, Hongkong és Szingapúr, főbb exporttermékei az integrált áramkörök, irodai gépek és azok alkatrészei, villamos transzformátorok, szigetelt vezetékek és félvezetők. A Fülöp-szigetek a világ második legnagyobb nikkelexportőre is.

### Mezőgazdaság, halászat
Fő mezőgazdasági termények, nyersanyagforrások: kaucsuk, cukornád, kókuszdió, rizs, kukorica, banán, manióka (tápióka), ananász, mangó, manilakender (Világelső kókuszdió-, ananász- és kopratermelésben).
A tengerpartokat jóformán mindenhol kókuszpálma-ültetvények szegélyezik, a kopra és kókuszolaj termelésben csak kevéssel szorult Indonézia mögé. Mindanao és Panay szigetéről származó, jobbára konzerváruként exportált ananász mennyiségét tekintve élvonalban jár a világranglistán. A keleti partvidéken elterjedt manilakender rostjából hajókötelek készülnek, termesztésében (2000 körül) az ország gyakorlatilag monopolhelyzetet élvez. Luzon, Negros és Panay alföldjein nagy területeket foglal el a cukornád. Luzon központi völgyében terem a dohány, amelyből a világhírű Manila-szivar készül. A kivitelre szánt termékek listáját többféle trópusi gyümölcs egészíti ki.
Az állattenyésztés (szarvasmarha, bivaly, ló, szamár, sertés, kecske, juh) is kiemelkedő szerepet kapott.
Jelentős gazdasági ágazat még a halászat. Halkonzerveivel, fagyasztott haltermékeivel Európában is jelen van.

### Bányászat
Földje ásványkincsekben gazdag, de az utóbbi időben hanyatló irányzatot mutat. Még mindig számottevő a réz- és a nemesfémbányászata.

### Ipar
Az eredetileg amerikai katonai támaszpontként szolgált területek helyén korszerű ipari parkok létesültek. 2014-ben az ipari termelés növekedési üteme 7,5%-os volt.
Jelentős az elektronikai berendezések gyártása, ruha- és cipőipar, gyógyszeripar, vegyipar, faipar, élelmiszer-feldolgozás, kőolaj-finomítás.
A feldolgozóiparának mintegy 50-60%-a Manila féktelenül terjeszkedő agglomerációjában összpontosul.
A gyáripar árnyékában a hagyományos kézművesség máig is őrzi pozícióit.

### Külkereskedelem
- Exporttermékek: elektronikai felszerelések, műszaki berendezések, ruhanemű, réz, hal, kókusz.
- Importtermékek: nyersanyagok, közszükségleti cikkek, kőolaj, fémek, gépek, berendezések, vegyszerek, járművek, iparcikkek.

Főbb külkereskedelmi partnerek 2017-ben:
- - Export:  Japán 16,4%,  Egyesült Államok 14,6%,  Hongkong 13,7%,  Kína 11%, Szingapúr 6,1%, Thaiföld 4,3%
  - Import:  Kína 18,1%,  Japán 11,4%, Dél-Korea 8,8%, USA 7,4%, Thaiföld 7,1%, Indonézia 6,7%, Szingapúr 5,9%

## Közlekedés

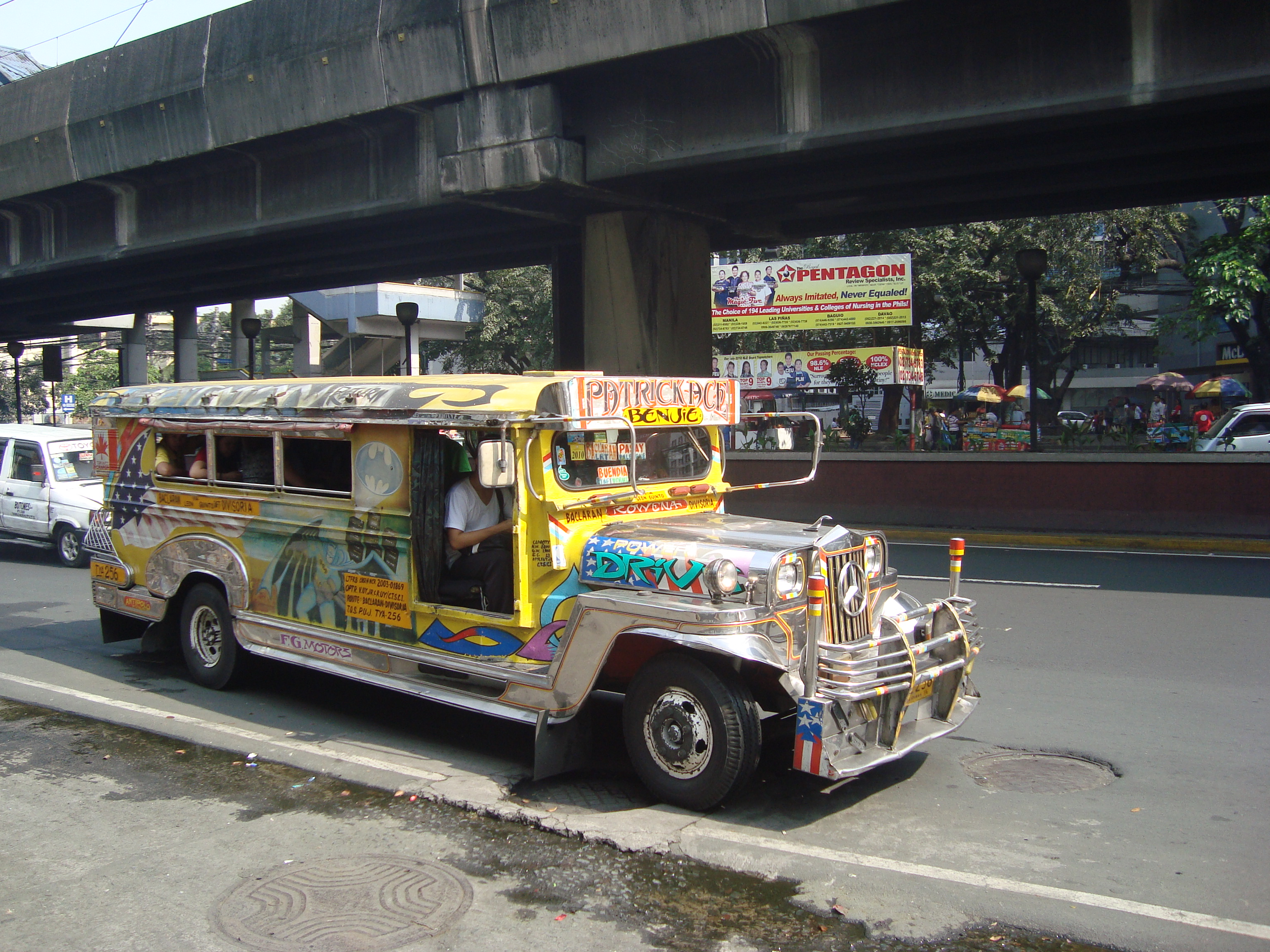
Dzsipni, a tömegközlekedés egyik formája

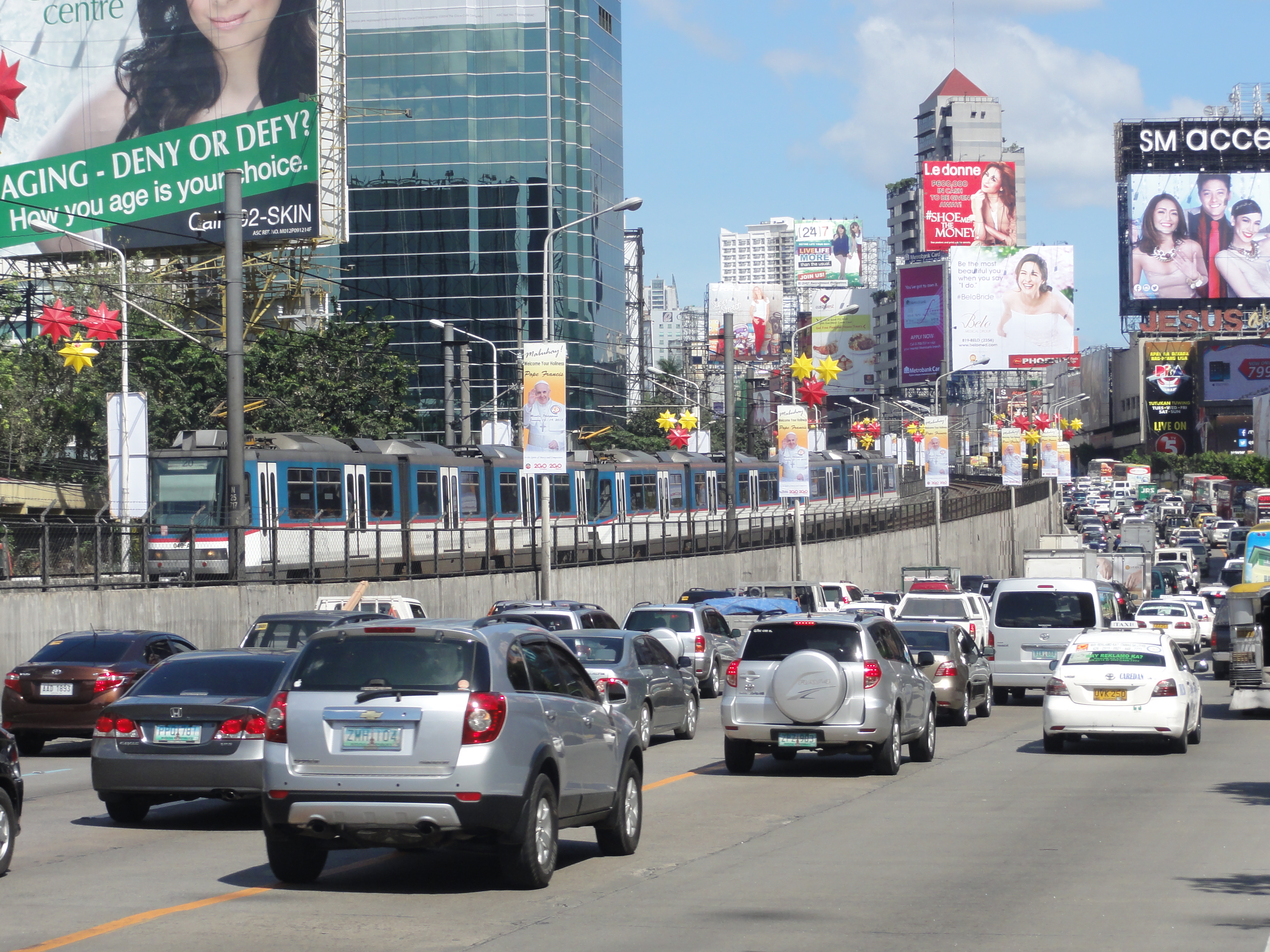
Forgalmi torlódás Manilában, Makatiban

2000 körül a vasúthálózat hossza 897 km, a közúthálózaté 201 994 km. A kikötők száma 15, a repülőtereké 82.
A városok többnyire a tengerparton találhatók: a szigetek közötti áruforgalom nagyrészt hajókon, valamint a kompokkal összekapcsolódó országutakon bonyolódik le. Luzon keskeny nyomközű vasútvonalainak szerepe jelentéktelen, a belföldi légi járatok pedig csak a személyszállításban versenyképesek.

### Légi
A Fülöp-szigeteknek 12 nemzetközi repülőtere van, és több mint 70 kisebb-nagyobb belföldi repülőtere. Manila, Iloilo, Cebu, Davao, Clark, Subic, Zamboanga és Laoag a nemzetközi kapuk az ország felé, de a manilai Ninoy Aquino repülőtér (NAIAA) az ország fő nemzetközi repülőtere.

### Vízi
Fő konténerkikötők : Manila, Cebu, Batangas, Subic (Luzon), Cagayan de Oro (Mindanao).

## Telekommunikáció
| Hívójel prefix | DU-DZ, 4D-4I |
| ITU zóna       | 50           |
| CQ zóna        | 27           |

## Kultúra
A városi lakosság többsége amerikai hatásra Délkelet-Ázsiában szokatlan magabiztosságot és fesztelenséget sajátított el. A kisvárosok többsége spanyol városkára emlékeztet: központi tér, amelynek egyik oldalán a templom áll, a másik oldalon a világi épületek.
A Fülöp-szigeteki férfiak napközben sportos inget és bőszárú nadrágot viselnek, ünnepélyes ruházatnak pedig barong tagalogot: bő, majdnem átlátszó inget. A nők könnyű nyári ruhákat hordanak, alkalmi ruhának pedig a nagyon bő ujjú ternót.

### Oktatás
Az ország szellemi élete, egyetemeinek többsége Manila agglomerációjában összpontosul. Az államigazgatási és felsőoktatási funkciók – 1948 óta – a peremvárosi gyűrű egyik gyöngyszemében, a rangos hivatalnokok és jómódú üzletemberek által is szívesen lakott Quezon Cityben tömörülnek.
Az ország középső részén Cebu City tölt be néhány szigetre kiterjedő felsőfokú központi szerepkört.

### Kulturális világörökség
Az UNESCO a kulturális világörökség részének tekinti az alábbiakat:
- A Fülöp-szigetek barokk templomai Manila, Santa Maria, Paoay és Magao városokban
- A Fülöp-szigeteki Kordillerák rizsteraszai
- Vigan történelmi városa

### Művészet

#### Tánc
| Fő néptáncok az országban: - Itik-Itik - Tinikling (bambuszrúd-tánc) - Sayaw sa Bangko - Binasuan - Pandanggo sa Ilaw - Pandanggo Oasiwas - Maglalatik - Kuratsa - La Jota Moncadeña spanyol eredetű - Kappa Malong-Malong, muszlim befolyású tánc - Habanera Botolena, flamenco befolyású tánc - Pantomina - Cariñosa, flörtölős tánc - Surtido - Singkil - Polkabal |

### Szokások, hagyományok
A tájegységenként eltérő vallásúak között különbözőek a szokások. Legnagyobb különbség főleg a falvakban és a muzulmán többség által lakott helyeken jelentkezik. Ha velük létesítünk kapcsolatot, ajánlatos ügyelni az eltérő társadalmi szokásokra, étrendi tilalmakra és a nők szerepére.

### Gasztronómia
A gasztronómiában igencsak megjelenik az amerikai hatás, ugyanis mindenfelé találhatunk gyors-éttermeket. Bár a választék igencsak bő, ugyanis a McDonald's és BurgerKing mellett megtalálható a helyi szájízre specializálódott Fülöp-szigeteki Jollibee is, vagy a kínai ízeket preferáló ChowKing. 
Utcai árusokkal is gyakran szembetalálkozhatunk, akiktől mindenféle érdekességet és finomságot vehetünk. Ilyen például a grillezett/sült banán, vagy az úgynevezett „balut penoy”, ami tulajdonképpen főtt kacsatojás. Egzotikuma az, hogy a kis kacsamagzat már kifejlődőben van, amikor elkészítik, így fogyasztáskor a kiskacsát a tojás közepében találjuk. 
Igen népszerű a lila fagyi fogyasztása, ami attól különleges, hogy nem mesterséges ételszínezéket tartalmaz, hanem az „ube” nevű burgonyaszerű növénytől kapja élénk, jellegzetes színét.
Nagy számban fogyasztanak rizs-, illetve tésztaféléket (például pancit).
Népszerű ételek még a tengeri élőlényekből készített fogások (hal, rák, garnélarák szósz).
A citrom és a lime Fülöp-szigeteki megfelelője a calamansi. Előszeretettel ízesítik vele ételeiket, szószaikat, italaikat is.
A Fülöp-szigetek a legnagyobb sörfogyasztó országok közé tartozik. Kifejezetten büszkék hazai sörmárkáikra (Red Horse, San Miguel).

## Ünnepek
Nemzeti ünnepek:
- Január 1. – Újév
- Jan./Feb. – kínai újév (nem ünnep, csak munkaszüneti nap)
- Márc./Ápr. – húsvét
- Április 9. – Bataan-emléknap (Araw ng Kagitingan)
- Május 1. – A munka ünnepe
- Június 12. – Nemzeti ünnep – a függetlenség napja (1898)
- Augusztus 21. – Ninoy Aquino-nap (Benigno Aquino emléknapja)
- Augusztus utolsó hétfője – Hősök napja[47]
- November 1. – Mindenszentek
- November 30. – Bonifacio-emléknap (Andrés Bonifacio, nemzeti hős)
- December 25. – karácsony
- December 30. – Rizal-emléknap

Ezeken kívül még több munkaszüneti és regionális ünnepnap létezik. 
Public holidays in the Phillippines

## Turizmus
Az utazási és idegenforgalmi ágazat jelentős szerepet játszik a gazdaságban, amely 2013-ban 7,1%-kal járult hozzá a Fülöp-szigeteki GDP-hez, és 1 226 500 munkahelyet teremtett, illetve az összes foglalkoztatás 3,2%-át adta. A 2014 januárjától júniusig tartó időszakban 2 433 428 nemzetközi látogató érkezett, ami 2,22%-kal magasabb 2013 azonos időszakához képest. Látogatók megosztását tekintve Dél-Korea, Kína és Japán 58,78%-ot, az amerikai kontinens 19,28%-ot, míg Európa 10,64%-ot tett ki.
Az ország egyik legfontosabb turisztikai látványossága a gazdag biológiai sokfélesége a strandokkal, a hegyekkel, az esőerdőkkel, a szigetekkel és búvárkodási lehetőségekkel, melyek egyben a legnépszerűbb turisztikai célpontok is egyben. A szigetcsoport mintegy 7 500 szigetet tartalmaz, a Fülöp-szigeteken számos strand, barlang és más sziklaalakzat fellehető.
A legfőbb attrakciók Boracay fehér homokú strandjai. Boracay világos fehér homokú strandokkal rendelkezik, és 2012-ben a Travel + Leisure a világ legjobb szigetévé nyilvánította. Emellett kiemelkednek a Banauei rizsteraszok Ifugao városában, a Vigan, Ilocos Sur tartomány fővárosa, Bohol szigetén emelkedő Csokoládé-dombok, a Cebu és a Tubbataha-zátony Tengeri Nemzeti Park a Viszajan-szigeteken.
Az idegenforgalmi ágazat irányításáért és támogatásáért az Idegenforgalmi Minisztérium felelős.

### Főbb látnivalók
- Manila, Makati
- Luzon: Baguio, Vigan, rizsteraszok (Ifugao), Mayon-vulkán, Hundred Islands Nemzeti Park
- Cebu City
- Bohol: Csokoládé-hegyek, Alona tengerpartja (Panglao)
- Palawan: Puerto-Princesa Föld Alatti Folyó Nemzeti Park, El Nido, tengeri világ
- Sulu-tenger: Tubbataha Reefs (Tubbataha-zátony Nemzeti Park)
- Boracay: tengerpart

### Oltások
Javasolt oltások a Fülöp-szigetekre utazóknak:
- Hastífusz
- Hepatitis A (magas a fertőzésveszély)
- Hepatitis B (magas a fertőzésveszély)
- Veszettség

Malária elleni gyógyszer. (Nagy a kockázata a fertőzésnek).
Kötelező oltás, ha fertőzött országból érkezik/országon át utazik valaki:
- Sárgaláz

## Sport
A kosárlabda, ökölvívás, röplabda, labdarúgás, tollaslabda, karate, taekwondo, biliárd és a sakk népszerű sportágak. Jellegzetes Fülöp-szigeteki harcművészet az eskrima (más néven: kali, arnis).

### Olimpia
Az ország 2021-ben szerezte első aranyérmét, illetve két ezüst és hét bronzéremmel rendelkezik. A legeredményesebb sportág az ökölvívás.
- Bővebben: Fülöp-szigetek az olimpiai játékokon

### Labdarúgás
- Bővebben: Fülöp-szigeteki labdarúgó-válogatott